# Casa Margarit
La Casa Margarit és un edifici del municipi de Granollers (Vallès Oriental) protegida com a bé cultural d'interès local.

## Descripció
Edifici entre parets mitgeres. Consta de planta baixa i dos pisos, amb façana de composició simètrica i capcer de perfil sinuós. Consta d'una planta baixa, porta i finestra enreixada amb el motiu típic modernista molt utilitzat per Raspall a la comarca;
Una finestra d'arc molt rebaixat amb un dibuix esgrafiat de falsa llinda, i una planta baixa de carreus en aparell encoixinat, la resta és arrebossada. Els elements formals i decoratius (baranes, esgrafiats) són representatius del llenguatge modernista.

## Història
L'activitat industrial del segle xix portà la indústria tèxtil a Granollers, que començà la seva creixença amb les manufactures cotoneres i llurs indústries auxiliars, estenent la trama urbana fora de l'emmurallat i prop de les vies de comunicació. Així, iniciaren l'allargament del nucli urbà entre el Congost i el ferrocarril de França.
D'aquesta manera, la carretera de Barcelona-Ribes es convertí en l'eix de la ciutat, zona de l'eixample al final del s. XIX, on trobem representats els moviments arquitectònics dels darrers cent anys.